# Босбулак
Босбулак (каз. Босбұлақ) — село в Сузакском районе Туркестанской области Казахстана. Входит в состав Сызганского сельского округа. Код КАТО — 515649200.

## Население
В 1999 году население села составляло 294 человека (159 мужчин и 135 женщин). По данным переписи 2009 года, в селе проживал 291 человек (148 мужчин и 143 женщины).